# Марам Суслі
Марам Суслі (араб. مرام سوسلي; нар. 1987, Дамаск, Сирія), також знана як Мімі аль-Лахам, PartisanGirl, Syrian Girl і Syrian Sister — австралійська прихильниця теорії змов сирійського походження, медійна особа і політична оглядачка, яка створює відео про громадянську війну в Сирії, зовнішню політику США на Близькому Сході та геймергейт. Ставала на захист сирійського уряду за Башара аль-Асада і критикувала сирійських повстанців, зокрема й ІДІЛ.
Працювала у низці ЗМІ, зокрема RT, Press TV та Al Mayadeen.

## Ранні роки
Народилася в Дамаску. У дитинстві переїхала до Австралії разом з сім'єю. Вивчала хімію в Університеті Західної Австралії та здобула ступінь з біофізики та хімії.

## Кар'єра
2014 року серія її відео та коментарів на її YouTube-каналі мала понад 30 000 підписників і близько 2,5 мільйон переглядів.
Писала для «New Eastern Outlook», онлайн-псевдоакадемічного журналу з дезінформації та пропаганди під керівництвом СЗР, а також для конспірологічного вебсайту InfoWars та працювала на російські й іранські державні канали RT і Press TV і час від часу співпрацювала з організацією Al Mayadeen, яка приєдналася до «Хезболли». Давала інтерв'ю неонацисту Річарду Спенсеру.

## Погляди, теорії змови та дезінформація
2012 року почала писати та говорити про громадянську війну в Сирії. Виступала проти сирійських повстанців, Ісламської держави та США, коли побачила жаске знищення своєї країни. Її відео на YouTube «Якщо Сирія роззброїть хімічну зброю, ми програємо війну» до жовтня 2014 року переглянули 44 720 разів. Йорданське інформаційне агентство Al Bawaba описало її як борчиню за майбутнє своєї країни за найкращим, на її думку, сценарієм, зазначивши: «Суслі переконана, що найкраще і єдине майбутнє для сирійського народу лише на чолі з Башаром Асадом, підкріплене його російськими й іранськими союзниками, і це викликає розчарування». 2013 року в інтерв'ю RT з Еббі Мартін зазначила, що для Асада було б «серйозною помилкою» відмовитися від хімічної зброї. Окрім RT, Суслі є кореспонденткою Iranian Press TV і «New Eastern Outlook». Прихильниця Сирійської соціальної націоналістичної партії, вона заперечувала застосування хімічної зброї силами Асада під час громадянської війни в Сирії та, за словами Bellingcat, «просувала прорежимну пропаганду».
За повідомленням повідомляє «Дейлі біст», позитивно ставиться до «Хезболли». Стосовно ізраїльсько-палестинського конфлікту Суслі сказала, що «я зовсім не вірю у дві країни для двох народів», натомість припускала «одну країну для двох народів». На її думку, Новий світовий порядок протистоїть уряду Сирії. З її погляду, масони й ілюмінати співпрацюють з урядами США й Ізраїлю, а також НАТО в міжнародних заходах; Аль-Каїда й ІДІЛ — єдина підставна організація Центрального розвідувального управління (ЦРУ); що рух за правду 9/11 був внутрішньою роботою; Ебола, можливо, є частиною програми біологічної зброї США; Міністерство оборони США таємно маніпулювало геймергейтом. У червні 2021 року у своєму обліковому записі у Twitter покликалася на статтю, в якій говориться, що за події 11 вересня відповідальні «сіоністи».
У 2014 році News Corp Australia заявила, що Суслі був «самоозначеною новинною особистістю», чия сторінка у Facebook «заповнена відеодописами про поточний конфлікт, які критикують ІД та сирійських повстанців». Вона заперечує звинувачення в звірствах і воєнних злочинах уряду Асада. Того ж року Суслі сказала MailOnline: «Люди гинуть, і я зобов'язана як людина і як особа сирійського походження розкрити правду чому».
2017 року разом із Теодором Постолом спростувала заяви про застосування сирійським урядом хімічної зброї у 2017 році в Хан-Шейхуні. У відео на YouTube покликалася на докази, опубліковані Постолом, які свідчать про те, що хімічна атака на Хан-Шейхун, в наслідок якої загинуло 74 особи, не була справою сирійського уряду. В інтерв'ю Сеймура Герша для «Prospect», Стів Блумфілд сказав, що Постол «розповідав про те, як він покладається у своїй роботі щодо Сирії на … Суслі», на що Герш відповів: «Якось він говорив з нею про одне». У статті для InfoWars Суслі сказала, що організація «Білі шоломи» відповідальні за атаку на Хан-Шейхун. Шеріл Рофер, експерт з хімічної зброї, з якою консультувався Bellingcat, сказала, що консультації Постола з Суслі щодо хімічних речовин — серйозний недолік.
Після отруєння Скрипаля у Солсбері, Англія, у березні 2018 року в обліковому записі Суслі у Твіттері з'явилося 2300 дописів протягом 12 днів, які зацікавили 61 мільйон користувачів. Аналітики британського уряду повідомили журналістам, що вони дійшли висновку, що твіттер-акаунт Суслі (@partisangirl) «підозрілий і є частиною ширшої кампанії з дезінформації». «Ґардіан» описав її обліковку як «російського бота»; згодом змінивши «обліковий запис» на «бот». У відповідь Суслі сказала: «Я не робот, я людина». Суслі також заявила: «Я людина. Я не машина! Я кровоточу червоним». Перевірка фактів, здійснена Channel 4, показала, що Суслі є «реальною людиною», зазначивши, що Twitter поставив галочку для перевірки її облікового запису, яка підтверджує його справжність, і заява про те, що її обліковий запис є ботом, «контрольованим безпосередньо Кремлем», здається хибна".
Після нападу у торгівельному центрі «Bondi Junction» була серед тих, хто неправдиво звинуватив 20-річного студента Сіднейського технологічного університету з єврейським прізвищем у скоєнні нападу.

### Інтерв'юInfoWars, «Vice» та «Дейлі біст»
В інтерв'ю Алексу Джонсу на InfoWars після хімічної атаки в Гуті в серпні 2013 року вона натякала, що повстанці відповідальні за різанину. Суслі сказала, що сирійський уряд є корумпованою диктатурою і що для людей є «законна причина хотіти створювати … зміни». Вона заявила, що США та НАТО використали гнів сирійського народу для задоволення власних цілей. На той момент у неї були тисячі підписників.
В інтерв'ю «Vice» 2014 року сказала, що хоче, щоб Сирія «залишалася світською, об'єднаною та сильною» і не «терпіла, щоб іноземці руйнували наш триб, змушуючи нас жити певним чином. Чи то ІДІЛ, чи уряд США». В інтерв'ю «Дейлі біст» того ж року сказала, що не підтримує президента Башара аль-Асада чи соратників із сирійської партії Баас. Згідно з вебсайтом, вона сказала це, «попри те, що тролила ворогів Асада, незважаючи на її виступи в ЗМІ, дружніх до Асада, і її зв'язки з проасадівськими хакерами». В одному відео вона сказала, що такі групи, як «Новий світовий лад», націлилися на Сирію Асада, оскільки там заборонено вирощувати генетично модифіковані зернові культури та немає «центрального банку Ротшильда». Згідно з «Дейлі біст», Суслі сказала, що різанина 2012 року в Хулі була роботою британської розвідки.